# E-Robot
E-Robot (E-ROBOT?) è un manga disegnato e ideato da Yamamoto Ryouhei, il manga è stato pubblicato nel Weekly Shōnen Jump nel numero 52 del 2014 e nel numero 12 del 2015 ha finito la sua serializzazione.

## Trama
Yuuki è un ragazzo che ha una cotta per una ragazza ma ogni volta che tenta di confessare il suo amore finisce per fare una figuraccia, però un giorno incontrò un robot ragazza di nome Ai, lei è il primo robot erotico della Terra ma il vero scopo di Ai è quello di salvare la Terra con i suoi poteri erotici.

## Personaggi
Yuuki
Yuuki è il protagonista dell'opera.
Ai Roborovskii
Ai è un robot ragazza con poteri erotici.
Shirahama
Lei è la ragazza di cui Yuuki né è attratto.

## Manga
I capitoli del manga sono stati inseriti in due volumi tankōbon, il primo uscirà a marzo e il secondo ad aprile tutti e due nel 2015.

### Volumi
| Nº | Titolo italiano Giapponese 「Kanji」 - Rōmaji | Data di prima pubblicazione          | Data di prima pubblicazione |
| Nº | Titolo italiano Giapponese 「Kanji」 - Rōmaji | Giapponese                           |                             |
| 1  | E-Robot 1 「E－ROBOT 1」                      | 4 marzo 2015 ISBN 978-4-08-880388-3  |                             |
| 2  | E-Robot 2 「E－ROBOT 2」                      | 3 aprile 2015 ISBN 978-4-08-880404-0 |                             |